# エドモニア・ルイス
メリー エドモニア・ルイス（Mary Edmonia Lewis、1844年7月4日 - 1907年9月17日）はアメリカ合衆国の彫刻家である。美術家として、国際的に評価された最初のアフリカ系アメリカ人女性とされる。

## 略歴
ニューヨーク州レンセリア郡に生まれた。父親はハイチ出身のアフリカ系アメリカ人で、母親は、ネイティブ・アメリカンとアフリカ系アメリカ人の間の娘で、機織りが得意であったとされる。ルイスが9歳の年に両親が相次いで亡くなり、ルイスと兄は、母方の叔母の家に住んだ。ルイスと叔母は、ネイティブ・アメリカンの工芸品をナイヤガラの滝やトロント、バッファローを訪れる旅行客に売って暮らした。兄が、ゴールドラッシュの中で商売で成功し、ルイスに高等教育を受けさせることのできる資産を得たので、大学に進むことになり、はじめニューヨークで学生の人種を問わない教育を行うニューヨーク・セントラル・カレッジ(New York Central College)に入学したが、この学校は期待外れであったので退学して、クリーブランド近くの性別や人種を問わず入学できる高等教育機関であったオーバリン大学に入学した。オーバリン大学で、アフリカ系アメリカ人であることの制限から解放されて芸術を学ぶことができた。
1863年に大学を卒業した後、ボストンに移り、有名な彫刻家のエドワード・オーギュスタス・ブラッケット(Edward Augustus Brackett)のもとで学び、1864年にスタジオを開き、一般の人々に作品を展示した。奴隷制廃止論者や南北戦争の英雄の胸像や、レリーフを制作した。
1865年にさらなる修行のためにローマに移り、1840年代からローマで活動しているアメリカ出身の彫刻家、ハイラム・パワーズ(Hiram Powers: 1805-1873)のスタジオで活動することを許された。ローマで活動する多くの芸術家の中で活動し、かつてイタリアの彫刻家アントニオ・カノーヴァが住んでいた場所に自らのスタジオを開いた。芸術活動の大部分をローマで行い、石彫を得意とし、古代の彫刻のスタイルを再現した。1870年にシカゴで、1871年にローマで展示会を開き、高い評価を受けるようになった。
1876年のフィラデルフィア万国博覧会には重さ1300㎏の大きな大理石像「クレオパトラの死」を出展し、この作品に評価はさまざまであった。博覧会の終了後、作品の所在は不明であったが150年後に再発見され、現在はスミソニアン・アメリカ美術館に収蔵されている。
1880年代後半に古典主義の彫刻への関心が薄れ、ルイスの作品への一般の関心が薄れるとカトリック教会などの仕事をした。晩年はロンドンに暮らし、そこで没した。

## 作品

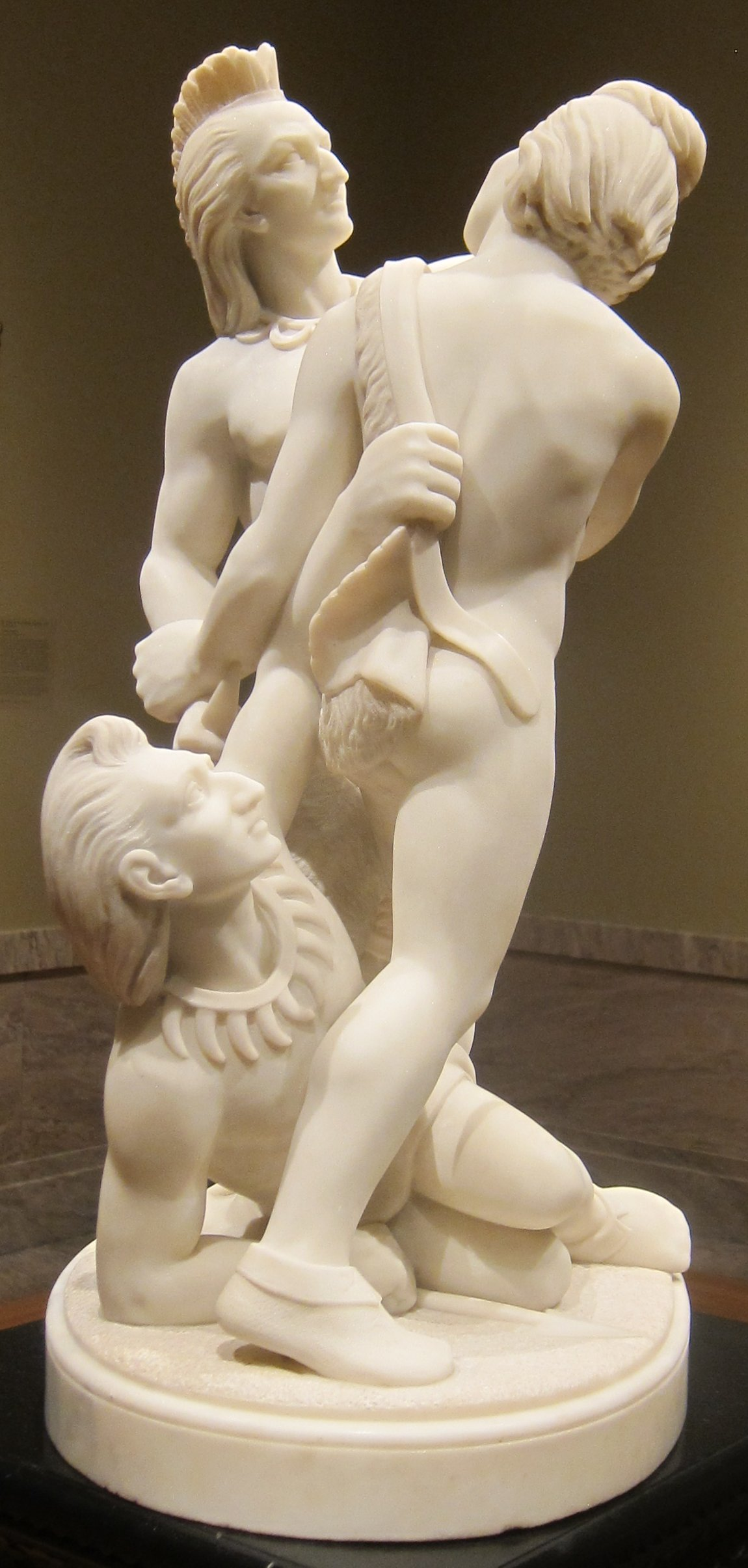
Indian Combat
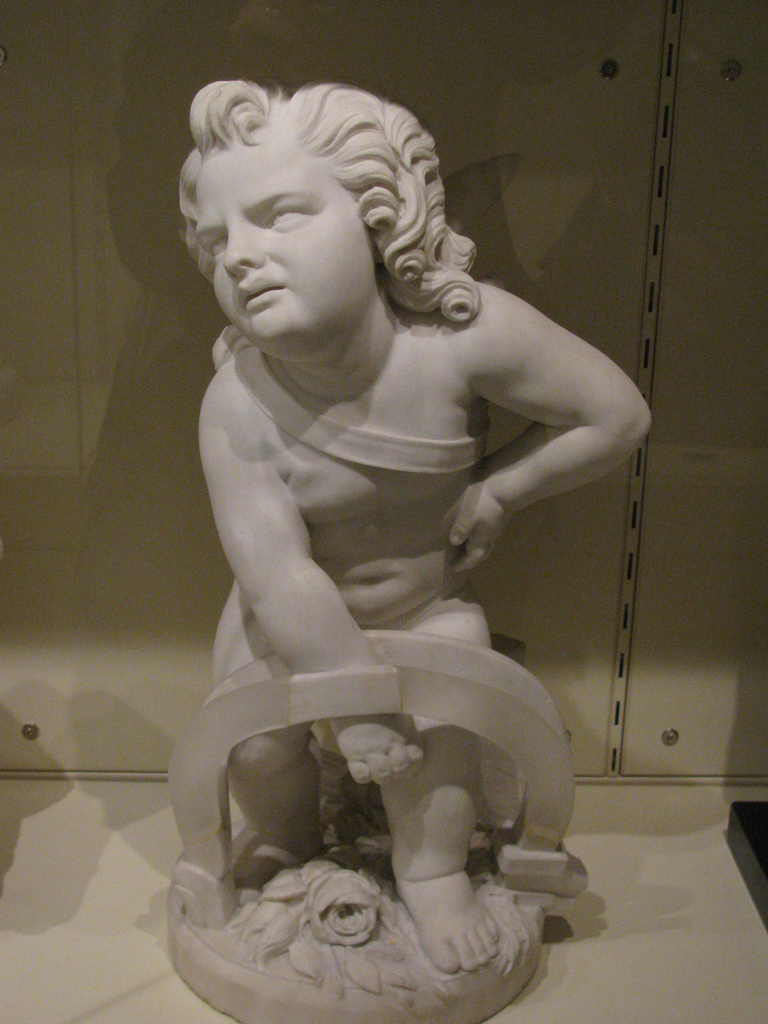
Cupid
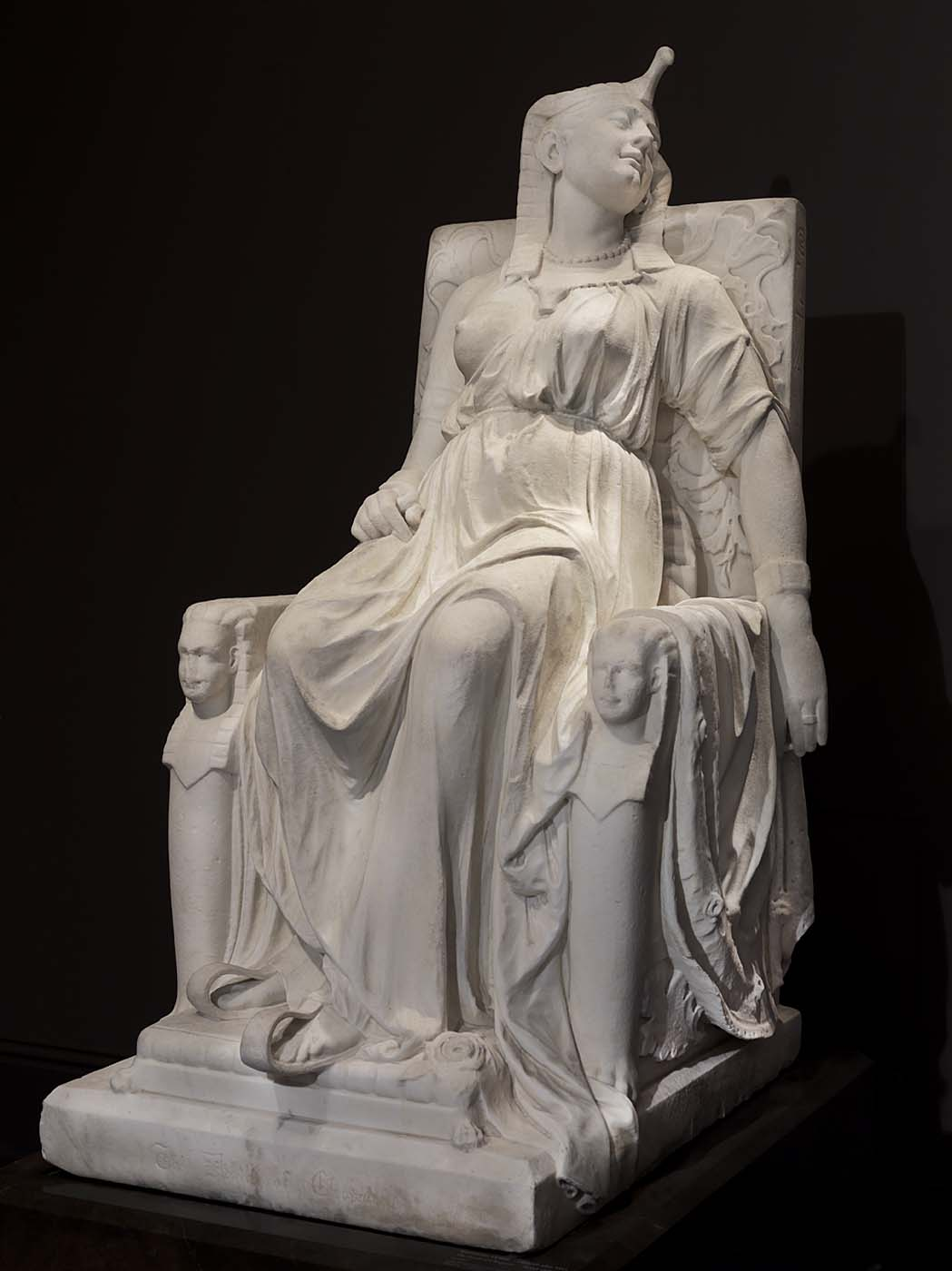
クレオパトラの死
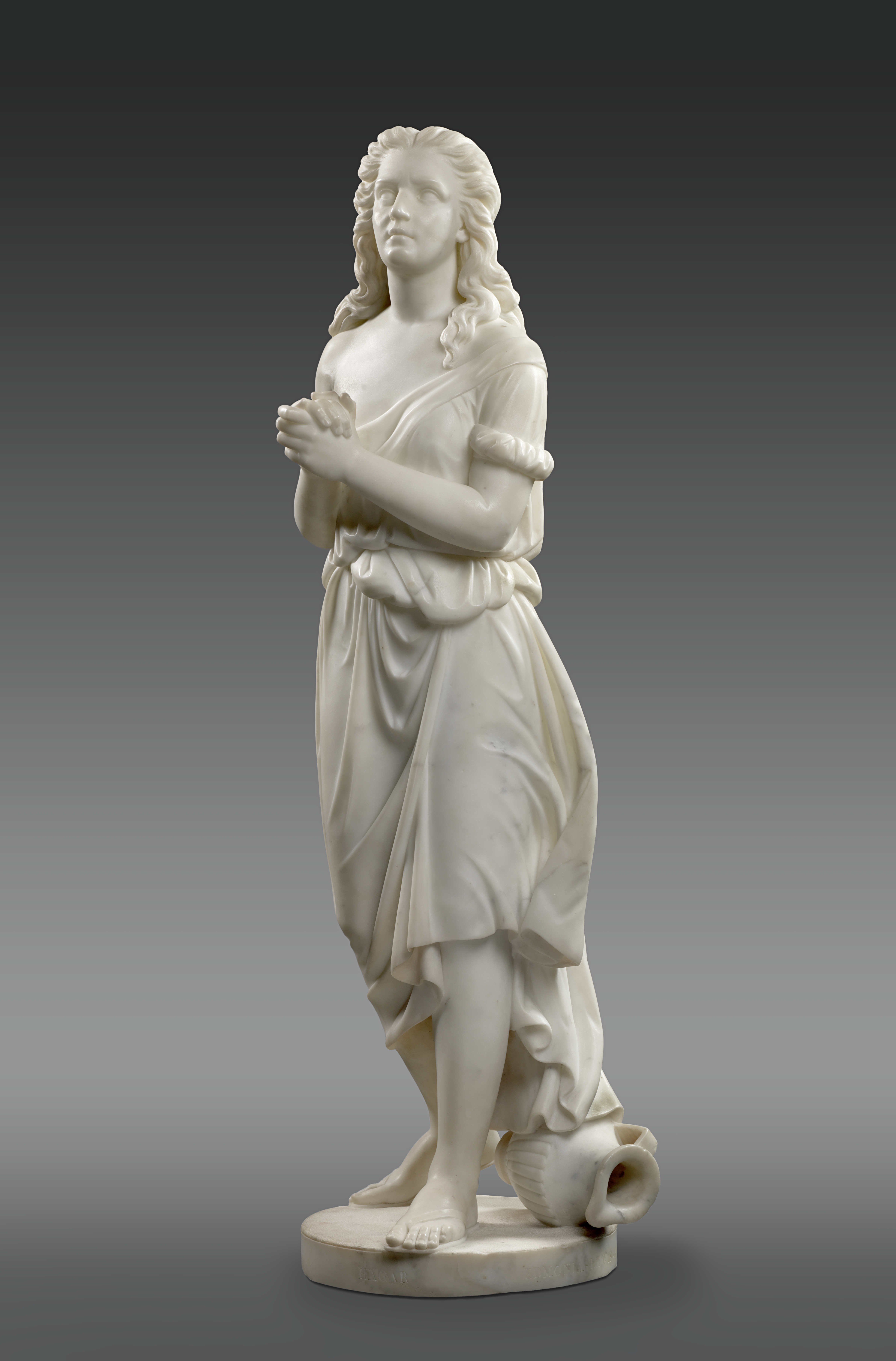
ハガル